# Carl Friedrich von Weizsäcker
Pour les articles homonymes, voir Weizsäcker.
Carl Friedrich Freiherr von Weizsäcker, né le 28 juin 1912 à Kiel et mort le 28 avril 2007 à Söcking (de), près de Starnberg, est un physicien et philosophe allemand. Il est celui qui a vécu le plus longtemps parmi les membres de l'équipe de recherche qui a essayé de développer l'arme atomique en Allemagne durant la Seconde Guerre mondiale.

## Biographie
Issu de l'influente famille allemande von Weizsäcker, Carl Friedrich est le fils du diplomate allemand Ernst von Weizsäcker (1882-1951) et le frère ainé de l'ancien président allemand Richard von Weizsäcker.

### Avant la Seconde Guerre mondiale
Entre 1929 et 1933, Weizsäcker étudie la physique, les mathématiques et l'astronomie à Berlin, Göttingen et Leipzig, sous la direction (entre autres) de Werner Heisenberg et Niels Bohr. Son directeur de thèse est Friedrich Hund.
Son activité scientifique de jeune chercheur concerne l'énergie de liaison entre nucléons et les processus nucléaires au sein des étoiles. Il se consacre à ce dernier sujet de recherche en compagnie de Hans Bethe. Il découvre une formule des processus nucléaires des étoiles, appelée formule de Bethe-Weizsäcker, ainsi que le procédé cyclique de la fusion nucléaire dans les étoiles (processus de Bethe-Weizsäcker, publié en 1937).

### Travaux sur les armes atomiques
Lors de la Seconde Guerre mondiale, il rejoint le projet d'armement nucléaire allemand. Il est présent, en tant que protégé de Heisenberg, à la réunion du 17 septembre 1939 à Berlin, au cours de laquelle le programme d'armement nucléaire allemand est lancé. En juillet 1940, il cosigne un rapport militaire sur les possibilités de production d'énergie à partir d'uranium raffiné, et qui prédit aussi la possibilité d'utilisation du plutonium pour le même usage.
Il s'installe à Strasbourg, et c'est la saisie de documents dans son laboratoire par l'Armée américaine en décembre 1944 qui a plus tard montré aux forces alliées que l'Allemagne n'était pas très avancée dans la recherche sur l'arme atomique.
Les historiens se sont divisés sur le fait que Heisenberg et son équipe aient sincèrement tenté de construire l'arme nucléaire, ou si leur échec avait été volontaire, dans l'hypothèse où ils n'auraient pas voulu que le régime nazi possédât une telle arme. Cette dernière possibilité, en grande partie basée sur des entretiens avec Heisenberg et Weizsäcker après-guerre, a été mise en avant par Robert Jungk dans son livre Brighter Than a Thousand Suns, publié en 1957. Weizsäcker y déclare que lui-même, Heisenberg et Wirtz avaient en privé conclu un accord pour étudier le plus à fond possible la fission nucléaire de façon à pouvoir « décider » par eux-mêmes de l'opportunité d'applications pratiques. « Il n'y a eu aucun complot, même dans notre petit groupe de trois, dans l'idée de ne pas faire la bombe. Cependant, il n'y avait aucune passion pour faire la bombe. »

La vérité sur ce sujet n'a été révélée qu'en 1993, lorsque les transcriptions de conversations entre physiciens allemands (dont Heisenberg et Weizsäcker), enregistrées secrètement et détenues à Farm Hall depuis la fin de 1945, ont été publiées. Ces transcriptions ont révélé que Weizsäcker était à l'origine d'un accord parmi les scientifiques, selon lequel après la guerre, ils nieraient avoir voulu développer l'arme atomique. Entre eux, ils avaient baptisé cette histoire, qu'ils savaient fausse, « die Lesart » (« la Version »). Bien que le document ait été rédigé par Heisenberg, l'un des présents, Max von Laue, a écrit plus tard : « Le meneur de toutes ces discussions était Weizsäcker. Je n'ai entendu aucune mention d'un point de vue éthique ». C'est cette version des faits qui a été fournie à Jungk pour servir de base à son ouvrage.
William Sweet a écrit dans le journal Bulletin of the Atomic Scientists :

« Bien que les mémoires s'effacent et que Heisenberg et Weizsäcker se soient sûrement convaincus eux-mêmes que ce qu'ils ont déclaré après la guerre… était réellement vrai, presque tout ce que l'un comme l'autre ont déclaré sur le sujet — jusqu'aux derniers commentaires de Weizsäcker… — est complètement faux. »

— William Sweet, The Bohr Letters, Bulletin of the Atomic Scientists, mai/juin 2002, 20-27

### Carrière après-guerre
Weizsäcker est autorisé à retourner en Allemagne en 1946 et il devient directeur du département de physique théorique de la société Max-Planck pour la physique à Göttingen (qui a succédé à la société Kaiser-Wilhelm).
À partir de 1938, Carl von Weizsäcker avait proposé la théorie de l'accrétion pour expliquer la formation du système solaire à partir de la contraction d'un nuage de gaz et de poussières en rotation. Ses travaux ont ensuite été publiés entre 1944 et 1948. Ce modèle reçoit l'appui de Gerald Wasserburg et ses collègues (de la Caltech). Aujourd'hui cette théorie fait consensus dans la communauté des astronomes.[réf. nécessaire]
De 1957 à 1969, Weizsäcker occupe le poste de professeur de philosophie à l'université de Hambourg. En 1957, il reçoit la médaille Max-Planck.
En 1970, il formule la théorie de « Weltinnenpolitik » (politique interne du monde). De 1970 à 1980, il est à la tête de la société Max-Planck pour la recherche sur les conditions de vie dans le monde moderne à Starnberg. Il mène des recherches et publie des textes sur le danger d'une guerre nucléaire — ce qu'il pense être un conflit entre les pays développés et le tiers monde — et sur les conséquences de la destruction de l'environnement. Dans les années 1970, avec le philosophe indien Gopi Krishna (en), il crée une fondation « pour les sciences occidentales et la sagesse orientale ». Il prend sa retraite en 1980 et intensifie son travail sur la définition conceptuelle de la physique quantique, particulièrement sur l'interprétation de Copenhague. Il devient un pacifiste chrétien.
Son expérience de l'ère nazie et son propre comportement à cette époque lui ont donné un intérêt pour les questions d'éthique et de responsabilité. Il a fait partie des « 18 de Göttingen » (un groupe de dix-huit physiciens allemands de premier plan) qui ont protesté en 1957 contre l'idée selon laquelle la Bundeswehr devrait être équipée de missiles nucléaires tactiques. Il a suggéré par la suite que la RFA dût affirmer son refus définitif de toutes les armes nucléaires. Cependant, il n'a jamais accepté de partager la responsabilité des efforts de la communauté scientifique allemande pour construire une arme nucléaire pour l'Allemagne nazie. Il a continué à répéter « la Version » de ces évènements, en dépit des preuves de son caractère mensonger.

### Famille
Carl Friedrich von Weizsäcker est le père du physicien et chercheur en environnement Ernst Ulrich von Weizsäcker et le beau-père de l'ancien secrétaire général du Conseil œcuménique des Églises, Konrad Raiser.

## Récompenses et honneurs
En 1963, Weizsäcker a reçu le Friedenspreis des Deutschen Buchhandels (prix des libraires allemands pour la paix). En 1989, il remporte le Prix Templeton pour le progrès dans la religion. Il a également été nommé à l'ordre Pour le Mérite.
Le Carl Friedrich von Weizsäcker Gymnasium (lycée) à Barmstedt (nord-ouest de Hambourg) a été nommé en son honneur.

## Publications
- Physique atomique et philosophie. Conférence prononcée le 25 novembre 1943 à la maison de la Chimie à Paris, Éditions Sorlot 1944.
- Zum Weltbild der Physik, Straßburg 1942 ; réimpr. Leipzig 1946 / 2002   (ISBN 3-777-61209-X)
  - traduction en anglais : The World View of Physics, Londres 1952
  - traduction en français : Le Monde vu par la Physique, Paris, Flammarion, Bibliothèque de philosophie scientifique, 1956 (trad. François Mosser)
- Die Geschichte der Natur, Göttingen 1948   (ISBN 3-777-61398-3)
- Die Einheit der Natur, Munich 1971  (ISBN 3-423-33083-X)
  - traduction en anglais : The Unity of Nature, New York, 1980  (ISBN 0-374-28100-9)
- Wege in der Gefahr, Munich 1976
  - traduction en anglais : The Politics of Peril, New-York 1978
- Der Garten des Menschlichen, Munich 1977  (ISBN 3-446-12423-3)
  - traduction en anglais : The Ambivalence of progress, essays on historical anthropology, New York 1988  (ISBN 0-913-72992-2)
- Deutlichkeit: Beiträge zu politischen und religiösen Gegenwartsfragen, Hanser, München, 1978, 1979  (ISBN 3-446-12623-6).
- The Biological Basis of Religion and Genius, Gopi Krishna, New York, introduction par Carl Friedrich von Weizsäcker, qui fait la moitié du livre, 1971, 1972  (ISBN 0-060-64788-4)
- Aufbau der Physik, Munich 1985  (ISBN 3-446-14142-1)
  - traduction en anglais : The Structure of Physics, Heidelberg 2006   (ISBN 1-402-05234-0 et 978-1-402-05234-7)
- Die Zeit drängt. Das Ende der Geduld, Hanser, München 1986 
  - traduction "Le Temps presse" (Une assemblée mondiale des chrétiens pour la justice, la paix et la préservation de la création)   Cerf, Paris, 1986  (ISBN 2-204-02741-3)
- Der Mensch in seiner Geschichte, Munich 1991  (ISBN 3-446-16361-1)
- Zeit und Wissen, Munich 1992  (ISBN 3-446-16367-0)
- Große Physiker, Munich 1999  (ISBN 3-446-18772-3)